# Athetis striolata
Athetis striolata là một loài bướm đêm trong họ Noctuidae.